# Thaddeus Stevens
Thaddeus Stevens (Danville, 4 de abril de 1792 – Washington, D.C., 11 de agosto de 1868) foi um político norte-americano membro da facção radical do Partido Republicano na Câmara dos Representantes e um dos maiores apoiantes da abolição da escravatura. Ele foi um dos membros mais influentes da história do Congresso. Como presidente do poderoso Comitê das Formas e dos Meios, Stevens, um orador inteligente e sarcástico e um líder extravagante, dominou a Câmara de 1861 até sua morte em 1868. Ele escreveu grande parte da legislação que pagou pela Guerra de Secessão. Stevens e o senador Charles Sumner foram os líderes dos Republicanos Radicais durante a guerra e a Reconstrução dos Estados Unidos.